# Biadki
Biadki – wieś w Polsce położona w województwie wielkopolskim, w powiecie krotoszyńskim, w gminie Krotoszyn.
Leżą ok. 10 km na południowy wschód od Krotoszyna i ok. 18 km na zachód od Ostrowa Wlkp., przy linii kolejowej nr 14 Ostrów Wlkp.-Krotoszyn (stacja kolejowa) i nr 36 Ostrów-Lubin. Przez wieś przechodzą linie komunikacji miejskich Krotoszyna i Ostrowa.
We wsi jest stacja kolejowa Biadki.

## Historia
Miejscowość leżała w obrębie księstwa krotoszyńskiego (1819-1927), którym władali książęta rodu Thurn und Taxis. W okresie Wielkiego Księstwa Poznańskiego (1815-1848) miejscowość należała do wsi większych w ówczesnym pruskim powiecie Krotoszyn w rejencji poznańskiej. Biadki należały do okręgu krotoszyńskiego tego powiatu i stanowiły część majątku Smoszewo, którego właścicielem był wówczas książę Maximilian Karl von Thurn und Taxis. Według spisu urzędowego z 1837 roku wieś liczyła 298 mieszkańców, którzy zamieszkiwali 37 dymów (domostw).
23 stycznia 1945 roku wkraczające do Wielkopolski oddziały sowieckie rozstrzelały przebywających we wsi jeńców węgierskich (18 lub 19 żołnierzy), których porzucili wycofujący się Niemcy. Rozkaz został wydany przez dowódcę wkraczającego do wioski oddziału w momencie kiedy jeńcy zaczęli się poddawać.
W latach 1954–1971 wieś należała i była siedzibą władz gromady Biadki, po jej zniesieniu w gromadzie Krotoszyn. W latach 1975–1998 miejscowość administracyjnie należała do województwa kaliskiego, a w okresie międzywojenny, przed rokiem 1975 i od 1999 do powiatu krotoszyńskiego.

## Urodzeni w Biadkach
- Piotr Pussak – polski działacz polityczny i samorządowy, poseł na Sejm Ustawodawczy, członek Towarzystwa Gimnastycznego ,,Sokół’’[7].